# کاریبین ایرلاینز

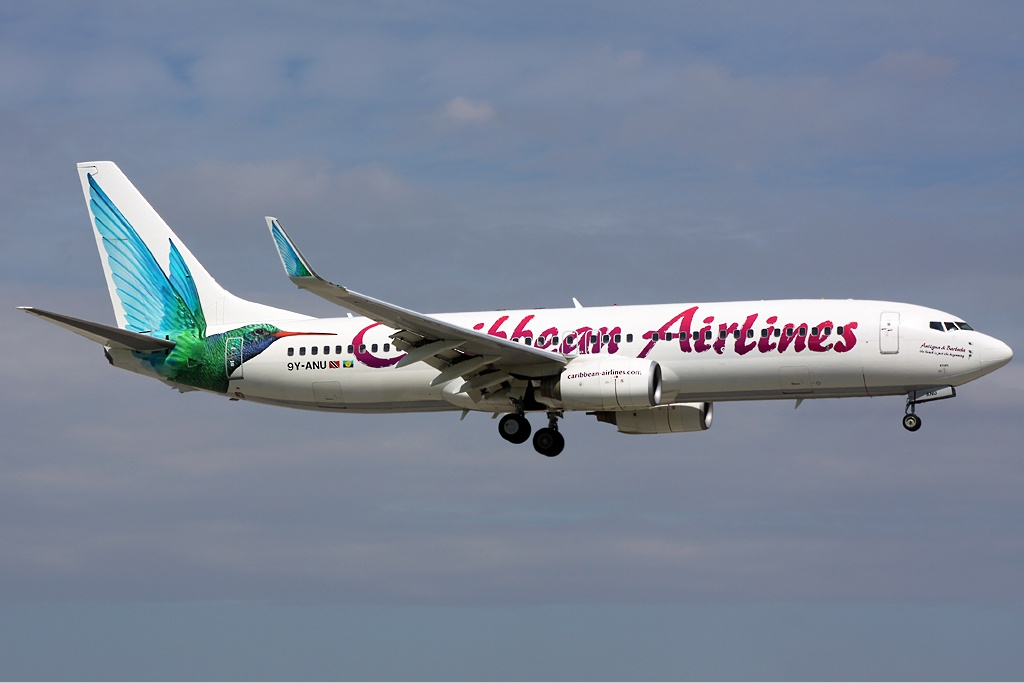
هواپیمای بوئینگ ۷۳۷ متعلق به کاریبین ایرلاینز

کاریبین ایرلاینز (انگلیسی: Caribbean Airlines) شرکت هواپیمایی حامل پرچم ترینیداد و توباگو است، که در حال حاضر روزانه به ۱۹ مقصد، در کشورهای حوضه کارائیب، آمریکای شمالی، آمریکای جنوبی و اروپا به صورت مستقیم خدمات انتقال مسافر را انجام می‌دهد.
ریشه‌های تأسیس شرکت کاریبین ایرلاینز به سال ۱۹۳۹ بازمی‌گردد. این شرکت در سال ۲۰۰۶ توسط دولت ترینیداد و توباگو سازماندهی مجدد شد و از سال ۲۰۰۷ فعالیت خود را آغاز نمود. دفتر مرکزی این شرکت در شهر پیارکو، ترینیداد و توباگو قرار دارد و فرودگاه بین‌المللی پیارکو به‌عنوان قطب این شرکت هواپیمایی محسوب می‌شود. این شرکت در حال حاضر در ناوگان هوایی خود، دارای ۲۱ فروند هواپیمای جت مسافربری می‌باشد.